# Тянь-Шаньская физико-географическая станция
Тянь-Шаньская физико-географическая станция (Тянь-шанская высокогорная станция; ТШФГС) — научный стационар Института географии АН СССР (с 1947) и АН Киргизской ССР (с 1953) по изучению географии (гляциология, геоморфология, биогеография), биологии (териология, орнитология, энтомология) и вопросов охраны природы горной системы Тянь-Шань.
Экспериментально исследовать физико-географические процессы удобнее всего на специализированных научных станциях. Первой такой комплексной полевой станцией стала Тянь-Шаньская физико-географическая станция Института географии АН СССР. Она была расположена в окрестностях села Покровка (в 1992 году переименована в Кызыл-Суу), стационары располагались на южном берегу озера Иссык-Куль и в верховьях реки Чон-Кызыл-Суу.

## История

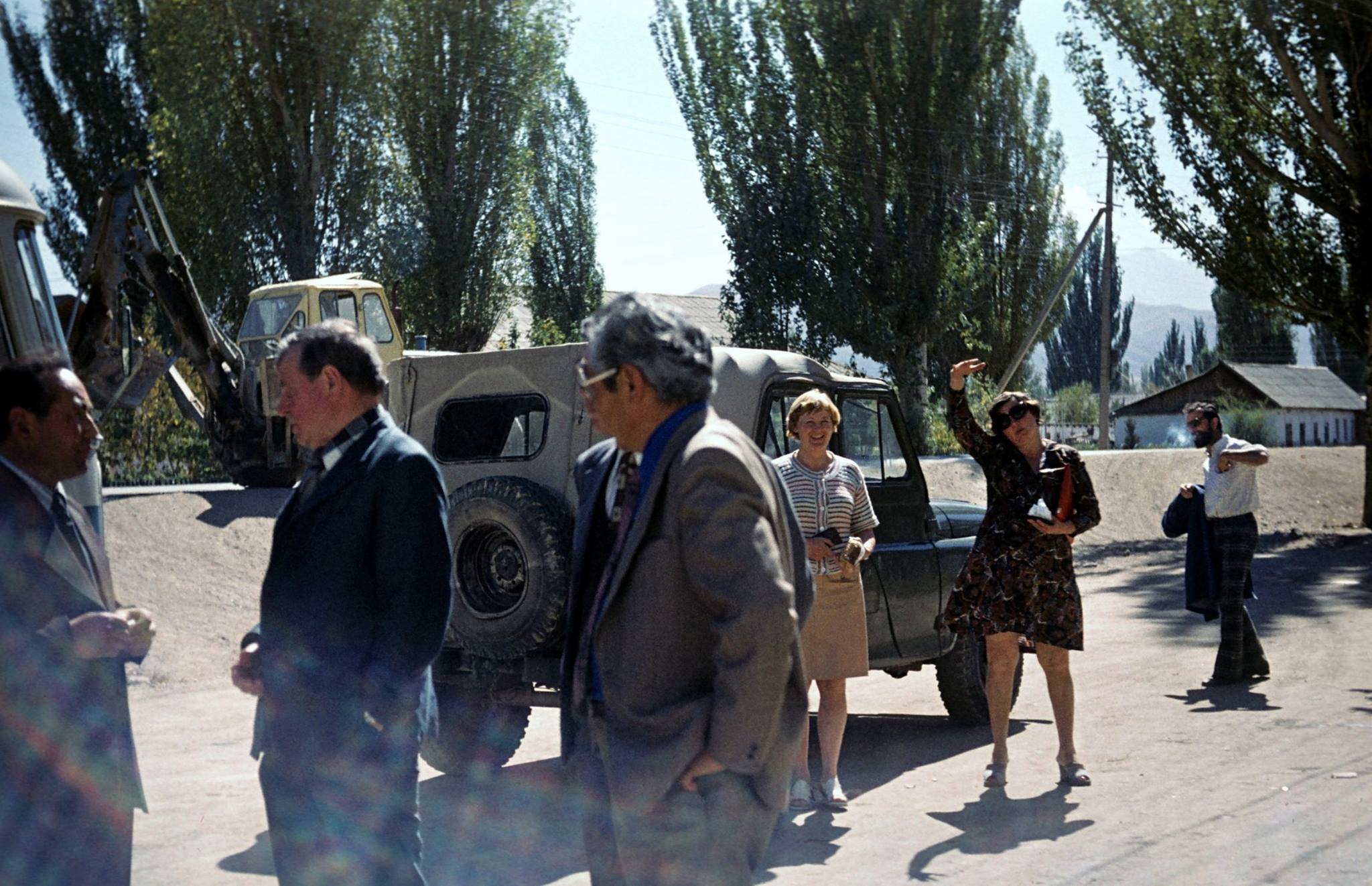
М. М. Адышев, И. П. Герасимов и сотрудники станции на её 30-летии в 1978 г.

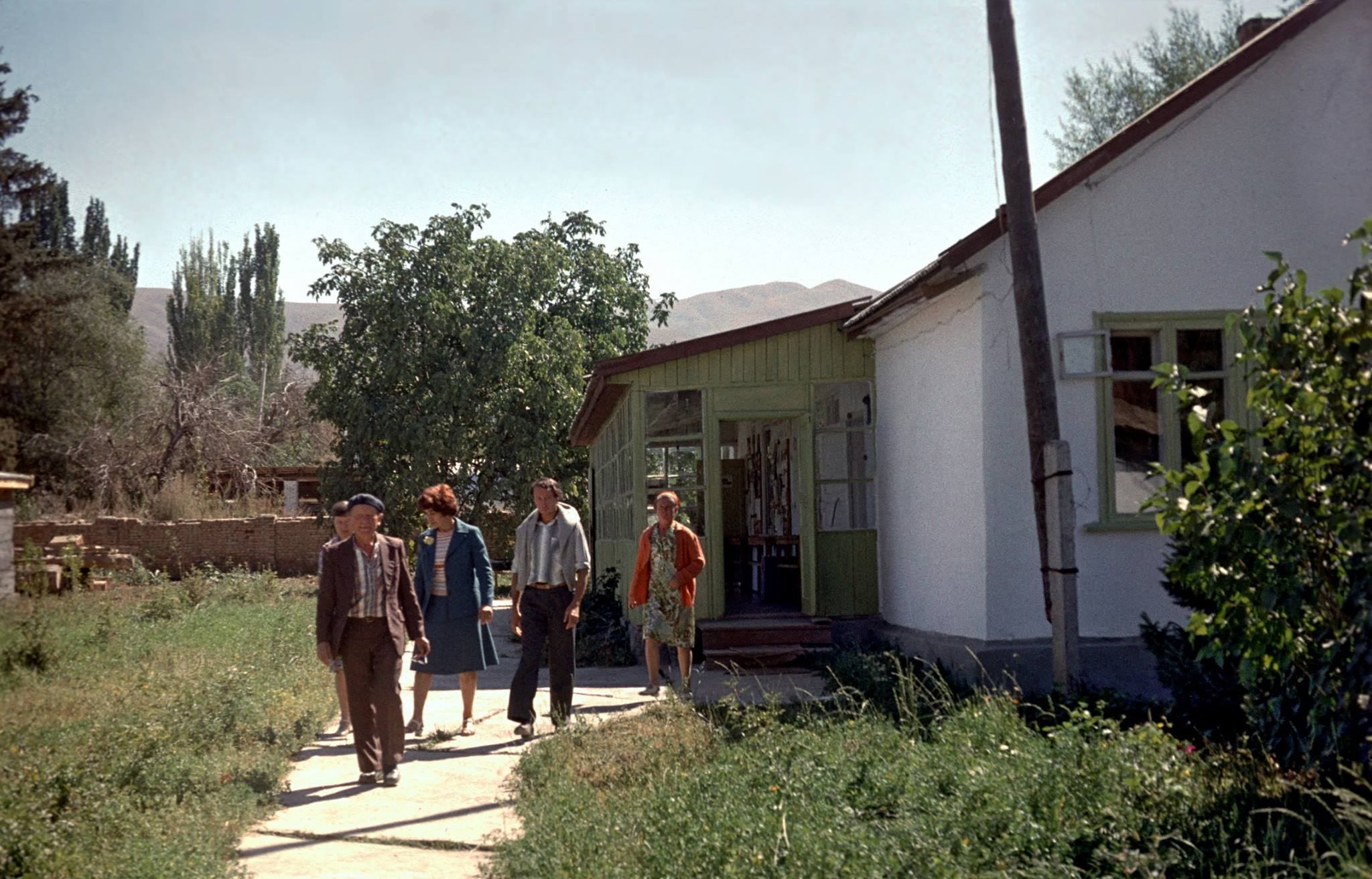
Р. Д. Забиров с сотрудниками, 1978 г.

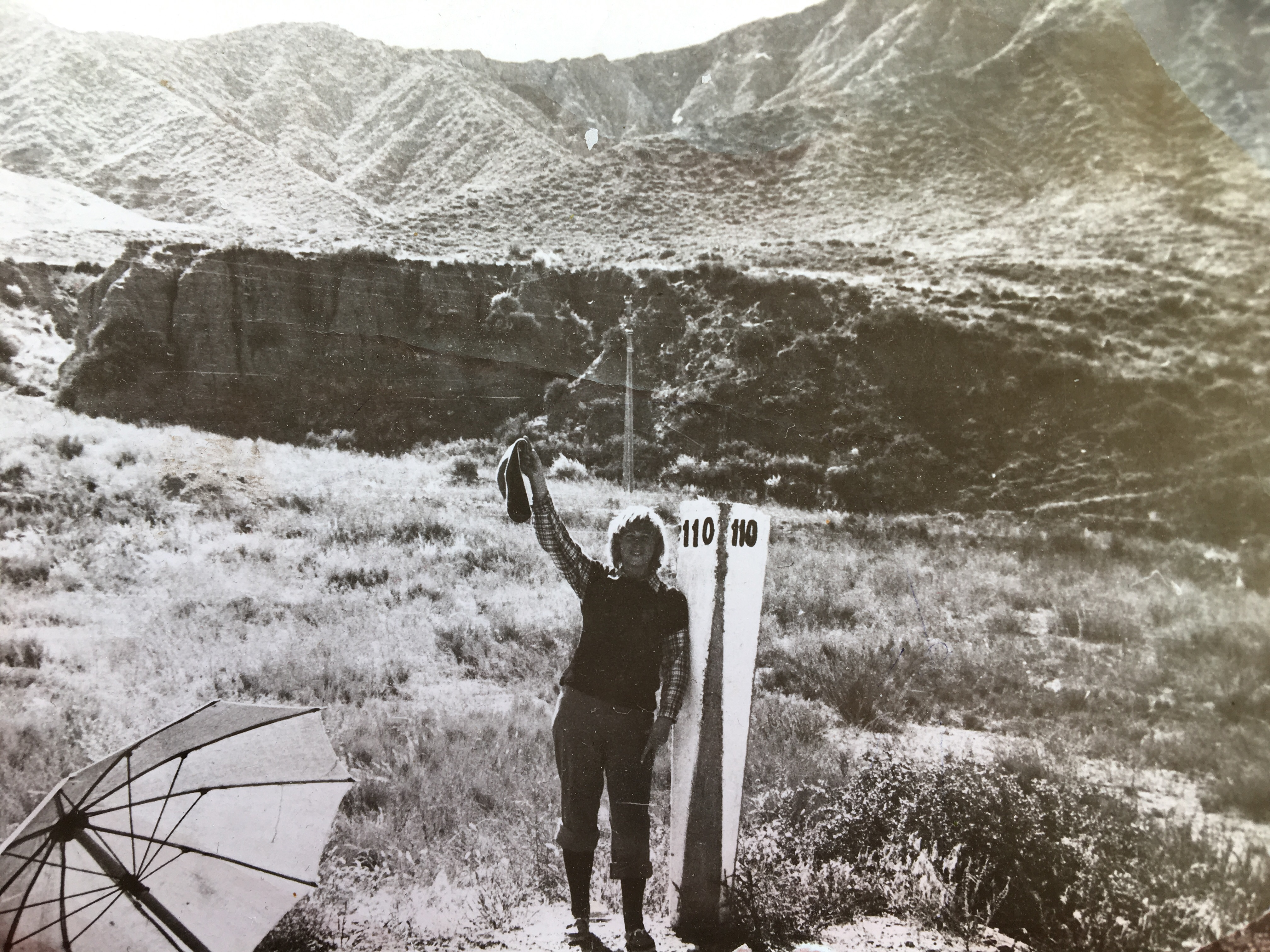
Т. В. Петренко сотрудник станции, гидролог

В 1930-х годах на Тянь-Шане начали работу экспедиции гляциологов.
В 1945 году организованы Комплексные Северо- и Южно-Киргизские экспедиций АН СССР. Они положили начало географическим исследованиям в Иссык-Кульской котловине и в орехово-плодовых лесах на юге Киргизии.
В 1947 году распоряжением Президиума АН СССР в Восточном Прииссыккулье была организована Тяньшаньская высокогорная физико-географическая станция Института географии АН СССР. С 1953 года (по другим данным с 1955 года) она вошла в состав АН Киргизской ССР.
Тянь-шанская высокогорная станция была основана Институтом географии в 1947 году с целью комплексного изучения закономерностей развития физико-географической среды. Общее руководство стационарными и экспедиционными работами начало осуществляется академиком А. А. Григорьевым.
В 1948 году начала работу Тяньшаньская высокогорная физико-географическая станция Института географии АН СССР  (иногда Тяньшанская станция). Стационар был образован на базе Северо-Киргизской экспедиции в бассейнах рек Чон-Кызыл-Суу (хребет Терскей-Ала-Тоо). Деятельность станции вначале курировалась академиком АН СССР А. А. Григорьевым и Г. А. Авсюком, впоследствии также академиком АН СССР. Здесь впервые было начато комплексное исследование всех компонентов природной среды в разных высотных поясах от сухостепного до гляциально-нивального (на высотах 1600-4700 м над уровнем моря), с количественным изучением динамики природных процессов.
В 1957—1958 годах по программе Международного геофизического года в были проведены комплексные исследования по горной гидрологии, гляциологии и мерзлотоведению.
В 1960-е года на станции проводилось комплексное изучение природы Иссык-Кульской котловины. В связи с организацией на озере Иссык-Куль всесоюзной здравницы изучаются её бальнеологические ресурсы. Станция включена в мировую сеть гляциологических учреждений. Проводятся палеоботанические исследования
В 1970-е года издаются многочисленные выпуски научных трудов станции (Работы Тянь-Шанской физико-географической станции АН Кирг. ССР) со статьями и монографиями сотрудников.
В сентябре 1978 года на юбилейную конференцию и празднование 30-летия станции со всего СССР съехались почти все бывшие сотрудники. Их приветствовали директор станции Р. Д. Забиров, академики М. М. Адышев и И. П. Герасимов.
В 1988 году было отмечено 40-летие станции.
В 1997 году её переименовали в Тянь-Шанский высокогорный научный центр при Институте водных проблем и гидроэнергетики, Национальная академия наук Кыргызской Республики.

## Сотрудники
Среди известных сотрудников станции и работавших в экспедициях:
- Авсюк Г. А. (1906—1988) — гляциология, основатель станции.
- Азыкова Э. К. — палеогеография, физическая география, геоэкология[6]
- Айрапетьянц С. Э. — гляциология
- Баков Е. К. — гляциология
- Благообразов В. А.[7] (род. 1933) — геоморфология
- Бондарев Л. Г. (1932—2005) — геоморфолог, гляциолог (работал на станции в 1956—1970)
- Бондарева В. Я. (1933—2019) — почвоведение
- Второва В. Н. — биогеохимия
- Второв П. П. (1938—1979) — биогеография, энтомология и орнитология
- Глазовская М. А. (1912—2016) — почвоведение, геохимия
- Горбунов А. П. (1927—2018) — география
- Диких А. Н. — гляциология Диких Л. Л. научный сотрудник[8]
- Дроздов Н. Н. — биогеограф
- Забиров Р. Д. (1918—1980) — гляциолог, директор станции (1954—1976).
- Злотин Р. И. — биогеограф
- Королёв П. А. (1941—2018) — гляциолог
- Коротаев В. Н. — геоморфология[9]
- Кожевникова Н. Д. — геоботаника
- Кренке А. Н. (1931—2014) — гляциолог, работал на станции в 1962—1968 годах[10]
- Иверонова М. И. — география
- Перешкольник С. Л. (1936—2017) — зоология амфибий и пресмыкающихся.
- Романовский В. В. — географ
- Токобаев М. М. — география
- Цигельная И. Д. — гидрология
- Петренко Т. В.[11] — гидрология
- и другие

### Труды сотрудников
- Геоботанические и зоологические работы Тяньшанской станции // Вестник АН СССР. 1951. № 10. С. 91-93.
- Второв П. П., Перешкольник С. Л. Соотношения биомасс рептилий и наземных беспозвоночных на западе Иссыккульской котловины // Структурная и функционально-биогеоценотическая роль животного населения суши. М.: изд-во МОИП и ИГАН, 1967.
- Второв П. П., Перешкольник С. Л. Рептилии аридных территорий Прииссыккулья // Физическая география Прииссыккулья. Фрунзе: Илим, 1974.
- Злотин Р. И. Жизнь в высокогорьях : (Изучение организации высокогорных экосистем Тянь-Шаня). — Москва: Мысль, 1975. — 240 с.